# 2008年夏季奥林匹克运动会菲律宾代表团
2008年夏季奥林匹克运动会菲律宾代表团参加2008年8月8日－8月24日在中国北京主办的第29届夏季奥运。代表团包括15选手，将参加8个奥运项目。旗手由拳击手Emmanuel Dapidran Pacquiao带领菲律宾代表团。
以下是菲律宾选手将参赛的项目列表：

## 田径
1. （男）Henry Dagmil
2. （女）Maristella Torres

## 游泳
1. （男）Ryan Paolo Arabejo
2. （男）Daniel Coakley
3. （女）Miguel Molina
4. （女）James Walsh
5. （女）Christel Simms

## 跳水
1. （男）Rexel Ryan Fabriga
2. （女）Sheila Mae Perez

## 拳击
1. （男）Harry Tannamor

## 射箭
1. （男）Eric Ang

## 射击
1. （男）Mark Javier

## 跆拳道
1. （男）Tshomlee Go
2. （女）Mary Antoinette Rivero

## 举重
1. （女）海迪琳·迪亚兹